# ولیکا ملکا
ولیکا ملکا (به لاتین: Velika Mlaka) یک زیستگاه انسانی در کرواسی است که در زاگرب واقع شده‌است.